# Dendroceros javanicus
Dendroceros javanicus là một loài rêu trong họ Dendrocerotaceae. Loài này được Nees Nees mô tả khoa học đầu tiên năm 1846.